# Гаврусёв, Степан Захарович
Степа́н Заха́рович Гаврусёв (бел. Сцяпа́н Заха́равіч Гаўрусёў; 10 мая 1931 — 12 марта 1988) — белорусский советский поэт, переводчик, критик. Лауреат Литературной премии Союза писателей Белорусской ССР имени А. Кулешова (1987). Член Союза писателей СССР (1955).

## Биография
Родился в крестьянской семье 10 мая 1931 года в деревне Ново-Александровка Дрибинского района Могилёвской области.
Окончил Могилёвское педагогическое училище (1951). Служил в Советской Армии. В 1954—1957 годах был сотрудником республиканской газеты «Звязда», в 1964—1965 годах — редактором издательства «Беларусь».
Умер 12 марта 1988 года.

## Творчество
Впервые выступил в печати в 1948 году. Автор сборников поэзии «Походные костры» (1955), «На гребнях волн» (1959), «Щедрость» (1962), «Ураган» (1966), «Профиль века» (1969), «Кленовые листья» (1971), «Перекличка» (1973), «Хлопоты» (1976), «Отсветы» (1978), «Озарение» (1980), «Крона» (избранное, 1981), «Плодородие» (1986), «Звон небес» (1988). Выступал в печати с рецензиями и литературно-критическими статьями.
Перевёл на белорусский язык ряд произведений А. Твардовского, М. Исаковского, М. Светлова, А. Прокофьева, М. Дудина, С. Наровчатова, Я. Райниса, Я. Судрабкална, И. Харика, поэму «Ануш» А. Туманяна, «Моабитскую тетрадь» М. Джалиля (с А. Пысиным, 1975), отдельные стихи таджикских, узбекских, азербайджанских и башкирских поэтов.

### Книги поэзии
- бел. «Паходныя кастры» («Походные костры») (1955)
- бел. «На грэбнях хваль» («На гребнях волн») (1959)
- бел. «Шчодрасць» («Щедрость») (1962)
- бел. «Ураган» («Ураган») (1966)
- бел. «Профіль веку» («Профиль века») (1969)
- бел. «Кляновыя лісты» («Кленовые листья») (1971)
- бел. «Пераклічка» («Перекличка») (1973)
- бел. «Клопат» («Забота») (1976)
- бел. «Водсветы» («Отблески») (1978)
- бел. «Азарэнне» («Озарение») (1980)
- бел. «Крона : выбранае» («Крона : избранное») (1981)
- бел. «Пладаноснасць» («Плодоносность») (1986)
- бел. «Званы нябёс» («Колокола небес») (1988)
- бел. «Збор твораў : У 2 т.» («Собрание сочинений : в 2 т.») (1993—1994).

## Награды и премии
- Литературная премия Союза писателей Белорусской ССР имени А. Кулешова (1987) за книгу стихов «Пладаноснасць».